# 片倉信光
片倉 信光（かたくら のぶみつ、1909年（明治42年）2月22日 - 1985年（昭和60年）5月3日は、旧仙台藩家老・白石片倉氏の第16代当主。父は15代健吉。子は17代重信。
仙台市青葉区青葉町にあり、仙台藩藩祖伊達政宗を祭神とする同市の一ノ宮、青葉神社の宮司を務めた。
白石和紙の復興など、郷土の伝統工芸の保護育成にも尽力した。